# بریتسورت
بریتسورت (به هلندی: Britswerd) یک منطقهٔ مسکونی در هلند است که در لیتنسرادیل واقع شده‌است. بریتسورت ۱۱۲ نفر جمعیت دارد.